# Kaimaner
Kaimaner (Caimaninae) er en underfamilie i alligatorfamilien. Kaimanerne adskiller sig fra de egentlige alligatorer ved at mangle den forbenede skillevæg i næsen og ved at de har et bugpanser af hypermobile benplader. Hver benplade er opbygget af to dele, der kan vippes i takt med huden. Kaimaner findes i Mellem- og Sydamerika og forveksles ofte med de egentlige krokodiller. Kaimaners føde er primært små fugle, mus og krybdyr.

## Taksonomi
- Brillekaimaner:
  - Caiman crocodilus – Brillekaiman.
  - Caiman latirostris – Brednæset kaiman.
  - Caiman yacare – Yacarekaiman (tidl.Caiman crocodilus yacare).
- Sorte kaimaner:
  - Melanosuchus niger – Sort kaiman.
- Glatpandede kaimaner:
  - Paleosuchus palpebrosus – Brun dværgkaiman.
  - Paleosuchus trigonatus – Kilehovedet dværgkaiman.